# Reprezentacja Bośni i Hercegowiny w piłce ręcznej kobiet
Reprezentacja Bośni i Hercegowiny w piłce ręcznej kobiet, narodowy zespół piłkarek ręcznych Bośni i Hercegowiny. Reprezentuje swój kraj w rozgrywkach międzynarodowych.